# Edad Media griega
Edad Media griega es un término polisémico utilizado por la historiografía, la arqueología y la historia del arte, que se utiliza de forma indistinta para designar a dos periodos históricos de la Historia de Grecia muy separados en el tiempo:
- La denominada Época Oscura que siguió a la desaparición de la civilización micénica (finales del segundo milenio antes de Cristo) y duró hasta el siglo VIII a. C. (periodo orientalizante y comienzo de la Época Arcaica). Durante este periodo, caracterizado por la carencia de fuentes escritas, aunque es cuando se redactaron los poemas homéricos, se produjo la formación de las polis griegas y se iniciaron las colonizaciones griegas.
- El denominado periodo neogriego, el periodo (identificado con la Edad Media en la historia europea) en el que el Imperio romano de Oriente, con capital en Constantinopla (refundada como capital imperial por Constantino -año 330- en la localización de la antigua ciudad griega de Bizancio), se separa del Imperio de Occidente (con capital en Roma) y sobrevive a la caída de éste (año 476). El Imperio de Oriente o imperio Bizantino se re-heleniza y se mantiene como centro de la civilización griega hasta su caída ante el imperio Otomano (año 1453).